# Bipinnula biplumata
Bipinnula biplumata es una especie de orquídea originaria de Sudamérica.

## Descripción
Es una orquídea de pequeño tamaño. Tiene hábitos terrestres o litófitas y prefiere el clima fresco. Las hojas son pequeñas y ovado-lanceoladas. Las flores se producen en la primavera en una inflorescencia erecta con las flores individuales.

## Distribución y hábitat
Se distribuye por Brasil, Uruguay y Argentina en los pastizales húmedos de tierras bajas rocosas y en las orillas de los ríos.

## Taxonomía
Bipinnula biplumata fue descrito por John Lindley y publicado en Xenia Orchidacea 3: 62. 1833.
Etimología
Ver: Bipinnula
biplumata: epíteto latino que significa "dos plumas".
Sinonimia
- Arethusa biplumata L.f., Suppl. Pl.: 405 (1782).
- Bipinnula bonariensis Spreng., Syst. Veg. 3: 745 (1826), nom. illeg.
- Bipinnula commersonii Lindl., Quart. J. Roy. Inst. Gr. Brit., n.s., 1: 52 (1827).[4][5]